# Gabriel Agbonlahor
Gabriel "Gabby" Imuetinyan Agbonlahor (Erdington, Birmingham, 13. listopada 1986.) engleski je umirovljeni nogometaš nigerijskog i škotskog podrijetla, koji je igrao na poziciji napadača. Bio godinama kapetan Aston Ville. 
Za Englesku je skupio tri nastupa, bez pogotka.

## Vanjske poveznice
- Profil na Transfermarktu (engl.)
- Profil na Soccerwayu (engl.)